# Albrecht Behmel

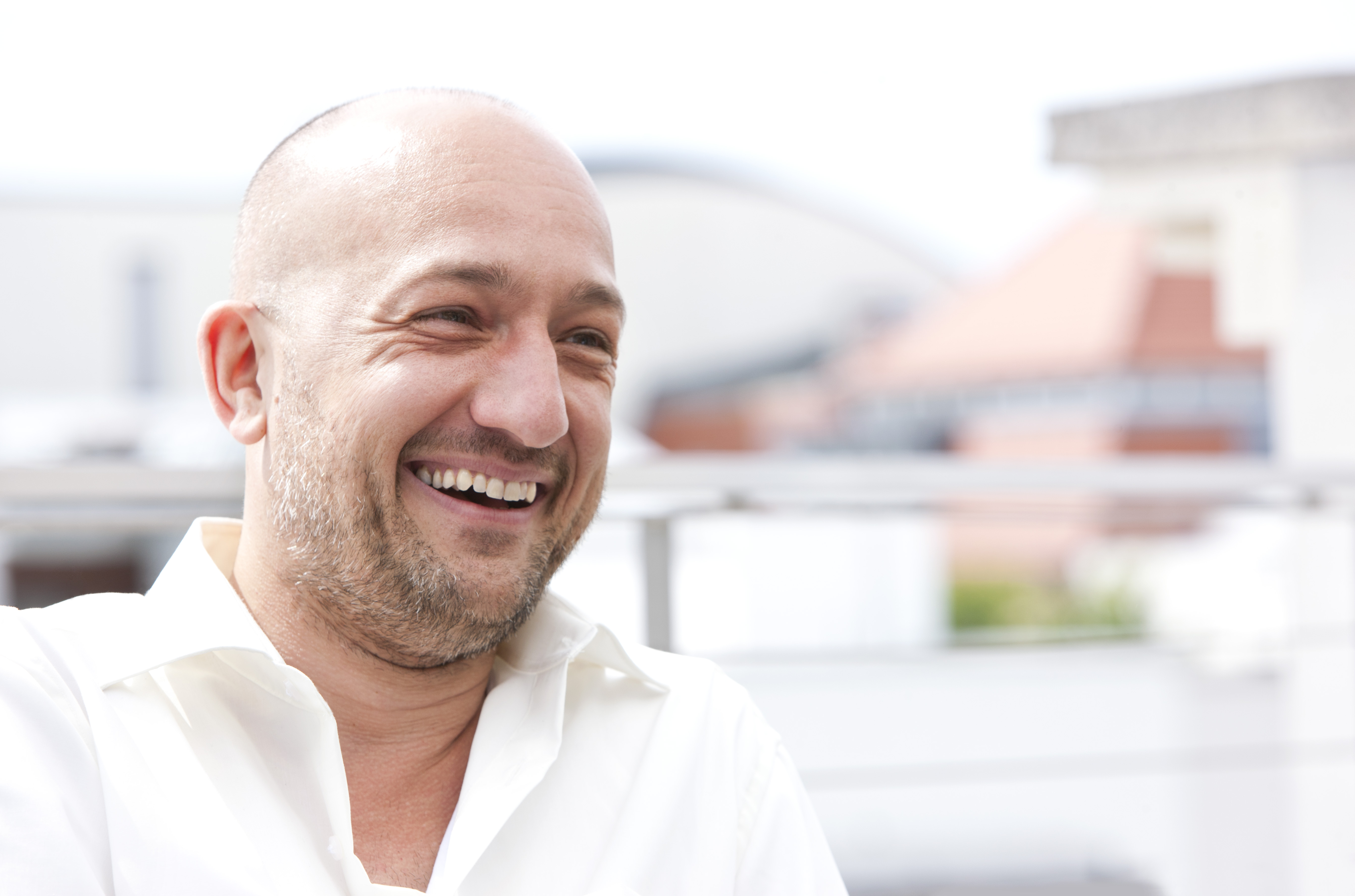
Albrecht Behmel (2012)

Albrecht Behmel (* 24. März 1971) ist ein deutscher Maler, Historiker und Schriftsteller.

## Leben
Behmel wuchs in Baden-Württemberg und in Stuttgart auf. Er studierte Philosophie und Geschichte in Heidelberg bei Volker Sellin und Klaus von Beyme und an der Humboldt-Universität zu Berlin bei Herbert Schnädelbach. Heute ist er Autor von Sachbüchern und Romanen zu Themen aus Antike und Zeitgeschichte. Er lebt in Berlin und schreibt, teilweise unter Pseudonym, für Film, TV, Print und Radio.
Behmel gründete 2008 FilmforumPRO, ein Netzwerk für Film- und Medienschaffende aus Berlin und Brandenburg, ursprünglich Berliner Filmforum, mit regelmäßigen Fachveranstaltungen zur aktuellen Filmkultur in Deutschland. Monatlich treffen sich jeweils einmal etwa 250 Branchen-Insider in der Homebase Lounge am Potsdamer Platz, im Soho House Berlin oder in Landesvertretungen.

## Abstrahismus
Zwischen 2012 und 2014 entwickelt Behmel eine Serie von Gemälden unter dem Titel Die Magie der Schwärme, eine Maltechnik, die zwischen figürlicher und abstrakter Malerei steht, indem sie konkrete Umrisse realer Figuren wie Blätter, Tiere und Menschen zu abstrakten Geweben und Schwärmen verbindet. Die Auflösung bildhafter Gestalten in abstrakte Unterformen ist immer auf konkrete Gesamtformen zurückzuführen. Diesen Stil, der Ursprünge in der Gestaltung von Kirchenfenstern von Adolf Hölzel, bei Piet Mondrian und bei Arcimboldo hat, nennt Behmel „Abstrahismus“.

## Ausstellungen
2015
- Touring Exhibition, Berlin, Riga, St. Petersburg, London, 2015
- Evelina Children’s Hospital, London, 2015 (Gruppe)
- White Space Black Box Galerie, Neuchatel, 2015 (Gruppe)
- Amrey Heyne Galerie, Stuttgart, 2015 (Gruppe)

2016
- Rathaus Backnang, 2016 (solo)
- Convensis Group, Stuttgart, 2016 (solo)
- Universitätsklinik Mannheim, 2016 (solo)
- Al Madad Foundation, London, 2016 (Gruppe)
- Landtag von Brandenburg, Potsdam, 2016 (Gruppe)
- Carrousel du Louvre, Paris, France, 2016[5]

2017
- Acts of Kindness Gala, Manila Philippines (Gruppenausstellung)
- Art Expo New York, Pier 94
- Chateau Savant, Festival de Cannes[6]

2018
- Gesichter einer Stadt, Kongresszentrum Freudenstadt (Fotoausstellung)[7]
- Taste of Contemporary, Miami, USA
- DMEXCO, Kölnmesse (Featured Artist)[8]

2019
- Kreative Hug Freudenstadt
- Fotomomente Freudenstadt
- Portray Magazine, Art Basel Miami
- Baiersbronner Gespräche

2020
- Städtische Kunstsammlung Jena (OTZ, 14. März 2020)
- Kunsthalle Altensteig

2021
- Kreative Hug, Freudenstadt

2022
- Werkausstellung, Preview, ML Konzept, Freudenstadt
- United in Peace, Böblingen

2023
- Art4Ukraine, St. Wendel, Pocketrocket
- Art4Ukraine, Düsseldorf, Wacom
- Art4Ukraine, Frankfurt/Main – Dora Ostrovsky Gallery

2024
- Genesis – Lentfest, AGAP, Archdiocese of Glasgow
- Art4 Ukraine, Palais Wickenburg, Vienna
- Genesis – KSI, Siegburg
- BEGE Galerien Ulm, Glauben oder Wissen?

## Charity
Behmel unterstützt ausgewählte internationale Charities, darunter die Al Madad Foundation, London, die fahrende Klassenzimmer per Bus in entlegene Bergdörfer im Libanon und Syrien entsendet, um Jugend-Analphabetismus zu bekämpfen, und Evelina London Children’s Hospital, Westminster, die Kunst als Therapiemittel für Patienten und deren Angehörige einsetzen sowie Dolphin Aid e. V. Düsseldorf, Malteser, Regenbogenland und die Lebenshilfe.

## Inhalte und Stil
In seinen publizistischen Beiträgen vertritt Behmel klassisch liberale, katholisch-humanistische, pazifistische und teils anarchistische Werte. Der ideengeschichtliche Umgang mit Ideologien und Autoritäten ist ein zentrales Thema seiner zeithistorischen Stoffe. In belletristischen Werken beschäftigt er sich mit Themen wie Urbanität; Identität und den Tücken menschlicher Kommunikation. In vielen Passagen treten Dialekte und individuelle Jargons in ihrem Kontrast zu traditionelleren Ausprägungen der deutschen Hochsprache auf. Häufig wiederkehrende Motive sind: Pferde, klassische Countrymusik, Berlin, Schottland, Irland, Philosophie, griechisch-römische Antike, High-Tech und Mythologie.

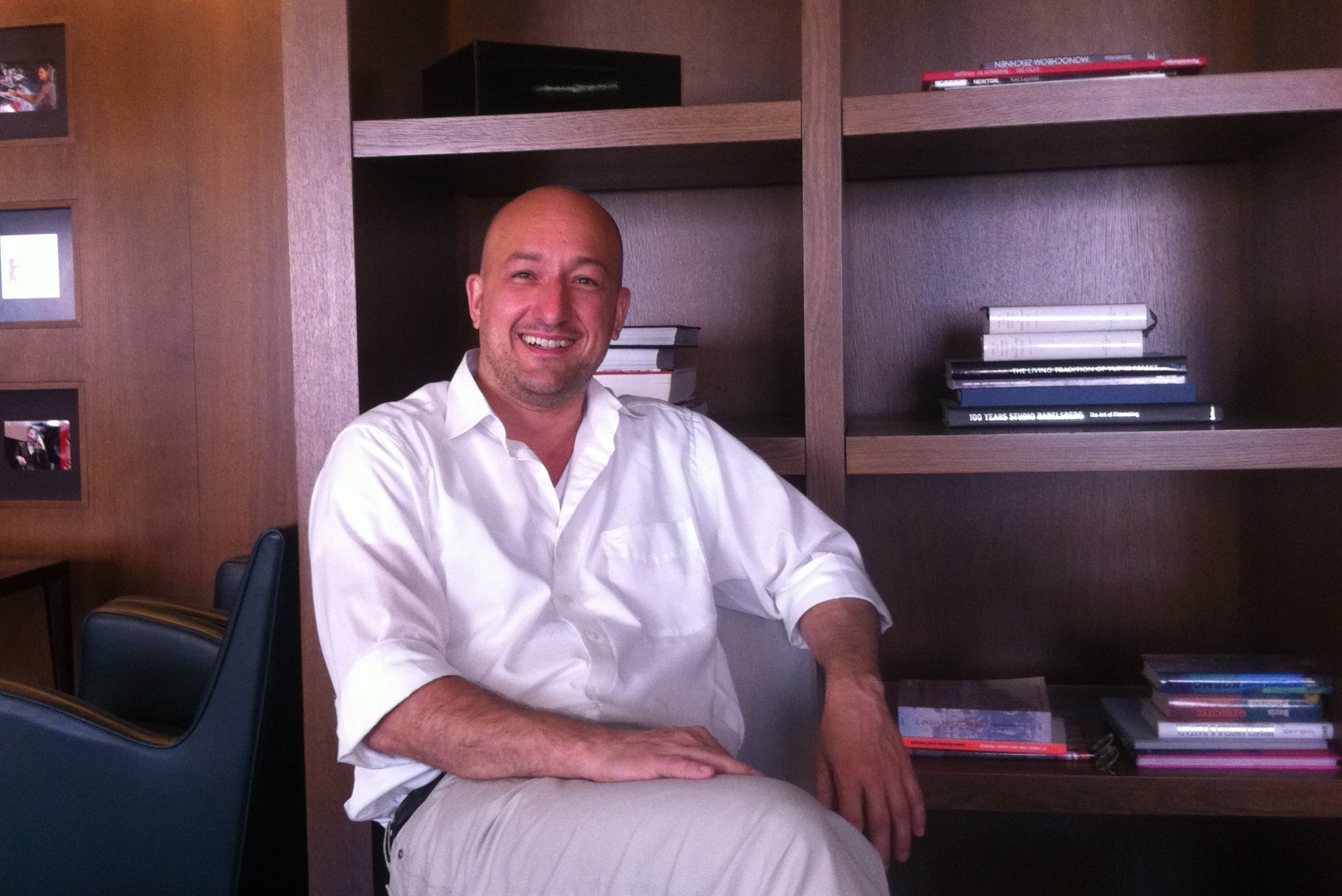
Albrecht Behmel, 2013

## Publikationen

### Sachbuch
- Themistokles, Sieger von Salamis und Herr von Magnesia. Die Anfänge der athenischen Klassik zwischen Marathon und Salamis. Ibidem, Stuttgart 1999, ISBN 3-932602-72-2.
- Was sind Gedankenexperimente? Kontrafaktische Annahmen in der Philosophie des Geistes – der Turingtest und das Chinesische Zimmer. Ibidem, Stuttgart 2001, ISBN 3-89821-109-6.
- Erfolgreich im Studium der Geisteswissenschaften. Francke, Tübingen 2005, ISBN 3-7720-3371-7.[10]
- 1968 – Die Kinder der Diktatur. Der Mythos der Studentenbewegung im ideengeschichtlichen Kontext des „hysterischen Jahrhunderts“ 1870 bis 1968. Ibidem, Stuttgart 2011, ISBN 978-3-8382-0203-7.
- Die Mitteleuropadebatte in der Bundesrepublik Deutschland. Zwischen Friedensbewegung, kultureller Identität und deutscher Frage. Ibidem, Stuttgart 2011, ISBN 978-3-8382-0201-3.
- Lexikon der Filmschurken, Killer, Monster und Gegenspieler aus hundert Jahren Film- und Fernsehgeschichte. ibidem, Stuttgart 2020, ISBN 978-3-8382-0968-5.

### Belletristik
- Das Nibelungenlied. Ein Heldenepos in 39 Abenteuern. Neu übersetzt und mit Erläuterungen versehen von Albrecht Behmel. Ibidem-Verlag, Stuttgart 2001, ISBN 3-89821-145-2.
- Von der Kunst, zwischen sich und dem Boden ein Pferd zu behalten: Zitate und Sprichwörter aus der Welt der Pferde. Lardon, Berlin 2005, ISBN 3-89769-910-9; Lizenzausgabe: Auf dem Rücken der Pferde liegt das Glück dieser Erde. 700 Weisheiten für alle Pferdefreunde. Weltbild, Augsburg 2006, ISBN 3-8289-8118-6.
- Die Berliner Express-Historie. 80000 Jahre in 42 Schlückchen. Verlag an der Spree, Berlin 2007, ISBN 978-3-9809951-5-3.
- Homo sapiens Berliner Art. Schenk, Passau 2010, ISBN 978-3-939337-78-2.
- Berlin-Express-Historie. Satzweiss, 2013.
- Dr. Faust und Mephisto! Oder: Die Teufelsreise. Satzweiss, 2013.[11]
- Mitte 1. Satzweiss, 2013.
- Mitte 2. Satzweiss, 2014.
- Die Schwelle. dp Digital Publishers, 2015, ISBN 978-3-945298-21-3.
- The Stronghold. Urbane Publications, London 2015 (englisch).

### Herausgeberschaft
- mit Thomas Hartwig, Ulrich A. Setzermann: Manuskripte druckreif formatieren. Ibidem, Stuttgart 2001, ISBN 3-89821-137-1.
- mit Thomas Hartwig, Ulrich A. Setzermann: Mündliche Prüfungen. Ibidem, Stuttgart 2001, ISBN 3-89821-138-X.
- mit Thomas Hartwig, Ulrich A. Setzermann: Referate richtig halten. Ibidem, Stuttgart 2001, ISBN 3-89821-139-8.
- mit Thomas Hartwig, Ulrich A. Setzermann: Weg mit den Schreibhemmungen! Ibidem, Stuttgart 2001, ISBN 3-89821-140-1.
- Das kleine Lexikon der Hochschulbegriffe: Akademische Fachbegriffe aus Tradition und Gegenwart. Ibidem, Stuttgart 2012, ISBN 978-3-8382-0202-0.

### Hörspiel
- Ist das Ihr Fahrrad, Mr. O’Brien? Regie: Nikolai von Koslowski, Sprecher: Hüseyin Cirpici, Martin Engler, Udo Thies, Ernst August Schepmann u. a., SR 2003.

### Games und Film
- Fortress Under Siege (2013)[12]
- Fortress Under Siege 2.0 (2014)
- Out of the Present[13]

## Auszeichnungen
- September 2003: Hörspiel des Monats für Ist das Ihr Fahrrad, Mr. O'Brien?[14]